# Ilkka Suominen
Ilkka Olavi Suominen, född 8 april 1939 i Nakkila, död 23 maj 2022 i Helsingfors, var en finländsk politiker (Samlingspartiet). Han var Samlingspartiets partiledare 1979–1991, Finlands handels- och industriminister (i regeringen Holkeri) 1987–1991 och riksdagens talman 1987 och 1991–1994. 
Suominen var ledamot av Finlands riksdag 1970–1975 och 1983–1994 samt ledamot av Europaparlamentet 1999–2004.